# Johann Georg Schwab (Fotograf)
Johann Georg Schwab (* 15. Februar 1784; † 15. Mai 1852 in Hannover) war ein deutscher Kupferstecher, Unternehmer, Lithograf und einer der ersten Fotografen im 19. Jahrhundert in Hannover.

## Leben

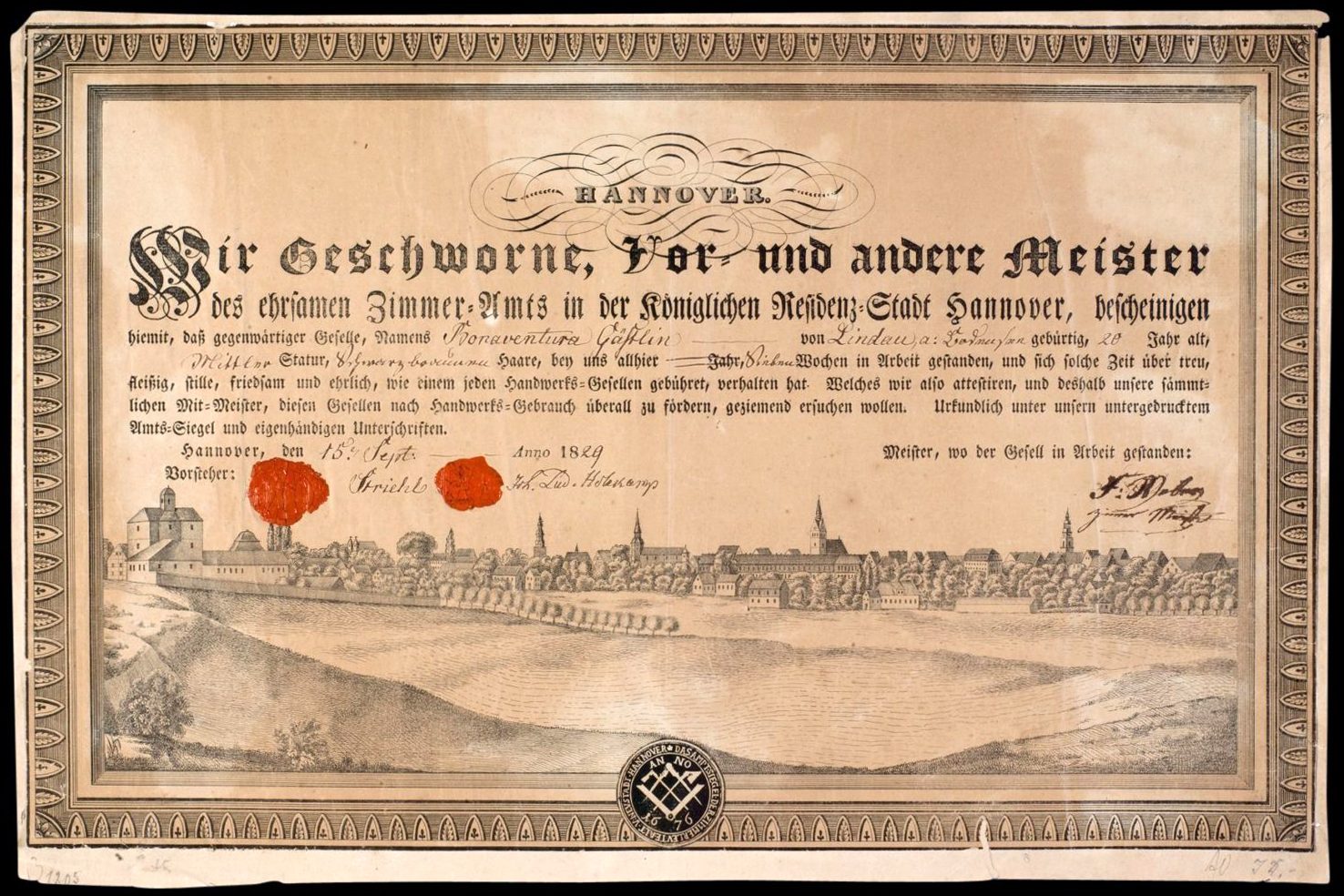
Kundschaft des Zimmeramts von Hannover von 1829 mit den Unterschriften von Heinrich Striehl und dem Hofzimmermeister Johann Ludwig Holekamp;
Kupferstich nach Johann Georg Schwab; 1829; im Archiv des Historischen Museums Hannover

Geboren noch zur Zeit des Kurfürstentums Hannover, begründete Johann Georg Schwab eine eigene „lithographische Werkstatt, die bis zum Tode seines Sohnes 1878 bestand“.
Zur Zeit des Königreichs Hannover wurde Schwab 1845 im Ständeverzeichnis des Adressbuchs der Stadt Hannover als einer von anfangs nur dreien in der Residenzstadt unter der Rubrik Daguerreotypeur geführt – neben Friedrich Wunder und Adolf L. Solling.
Noch im Adressbuch von 1856 wurde „Schwab, Joh. Georg, Lithograph, Steindrucker und Photograph“ im Haus Seilwinderstraße 4 verzeichnet.

## Bekannte Werke (unvollständig)
- um 1820: Hannover von der Südwestseite, kolorierter Kupferstich im Besitz des Niedersächsischen Landesmuseums, mit einem Blick von Ricklingen am Rande von Linden mit einem Sommerhaus des „Ingenieur-Hauptmanns Lasius“ über die freien Felder in Richtung des Leibniztempels vor der abgetragenen Stadtbefestigung Hannovers.[1]